# Gabrielle Howard
Gabrielle Louise Caroline Howard (née Matthaei ; 3 octobre 1876 – 18 août 1930), généralement citée comme GLC Matthaei, est une phytophysiologiste britannique et une botaniste économique qui promeut l'agriculture biologique.

## Expériences d'éducation et de photosynthèse
Elle est née à Kensington dans une famille d'ascendance allemande, suisse et française. Elle est la fille de la musicienne Louise Henriette Elizabeth Sueur et du marchand commissionnaire Carl Hermann Ernst Matthaei, elle a un frère et trois sœurs plus jeunes, dont Louise Howard. Elle fréquente la North London Collegiate School for Girls et le Newnham College de Cambridge, et travaille ensuite comme assistante de Frederick Blackman, produisant des travaux importants sur la Respiration cellulaire. Entre 1902 et 1905, Blackman et Matthaei entreprennent de découvrir le rôle de la température dans la photosynthèse et réalisent les premières expériences de ce type, découvrant que la fixation du carbone est basée sur des réactions biochimiques qui dépendent de la température. Bien que l'expérience soit connue à tort sous le nom de réaction de Blackman, une partie importante du travail est réalisée par Matthaei et l'article de 1904 communiqué à la Royal Society par Francis Darwin ne porte que son nom.

## Recherche agricole
En 1905, elle épouse Albert Howard, botaniste économique impérial auprès du gouvernement de l'Inde. Le couple fait toutes ses recherches ensemble et est rapidement connu sous le nom de " Sidney et Beatrice Webb de l'Inde". En 1913, Gabrielle Howard devient la deuxième botaniste économique impériale du gouvernement indien. Entre 1905 et 1924, les Howard mènent des recherches sur des cultures telles que le coton et le blé dans leur station expérimentale de Pusa et dirigent une station expérimentale sur les fruits à Quetta de 1912 à 1919. Ils font valoir que les plantes devraient être étudiées dans le contexte de leur habitat et que les aliments cultivés dans un sol riche en humus seraient bénéfiques pour la santé. À partir de 1924, ils supervisent la planification et la construction de l'Institut de l'industrie végétale à Indore. Elle est décédée subitement à Gênes peu de temps avant leur retraite prévue et leur retour en Angleterre. L'année suivante, son veuf épouse sa sœur Louise. Aucun des deux mariages n'a d'enfants.

## Ouvrages
- Matthaei, G. L. C, « Experimental researches on vegetable assimilation and respiration », Philosophical Transactions of the Royal Society of London, vol. 2,‎ 1907, p. 47 (DOI 10.1098/rstb.1905.0005 )
- Howard, Albert et Howard, Gabrielle L. C., « Note on Immune Wheats », The Journal of Agricultural Science, Cambridge University Press, vol. 2,‎ 1907, p. 278–280 (DOI 10.1017/S0021859600000575, lire en ligne)
- Howard, Albert et Howard, Gabrielle L. C., The Development of Indian Agriculture, vol. VIII, London, Humphrey Milford and Oxford University Press, coll. « India of Today », 1929, 2e éd. (lire en ligne)